# オカモトグループ
オカモトグループ (Okamoto Group) は、北海道帯広市に本社を置く株式会社オカモトホールディングスを持株会社とする企業グループ。
1950年（昭和25年）、創業者の岡本忠一が士幌村（現士幌町）に新聞販売所を開設したことが始まり。燃料給油所、LPガス事業などを経て、1983年に岡本謙一（現代表取締役）が社長に就任。以降、M&Aなどを通じて日本全国および中国にて事業を拡大するコングロマリットである。
化成品メーカーのオカモトとは無関係。

## 沿革
- 1947年（昭和22年） - 岡本忠一がシベリア抑留から復員し十勝地方で行商人を始め、その後闇売りに手を出し失敗。
- 1950年（昭和25年） - 岡本忠一が友人の誘いを受け士幌村中士幌にて新聞販売店「岡本販売所」を開業。
- 1954年（昭和29年） - 雑穀の仲買業務を開始。
- 1964年（昭和39年） - 栗林商会と契約し、ガソリンスタンド事業1号店「日本石油中士幌給油所」を開業。
- 1971年（昭和46年） - 「株式会社岡本悦樹商店」を設立し法人化、日本石油木野給油所内に本社を設置。
- 1973年（昭和48年） - 商号を岡本石油株式会社に変更。
- 1976年（昭和51年） - 石油供給元を伊藤忠燃料に変更。
- 1981年（昭和56年）
  - 長屋自動車工業より自動車整備部門を買収し車検事業に参入。
  - 士幌町「居城商店」のLPガス事業を買収、中士幌地区でのガス供給を開始。
  - 設立10周年を記念し、初代ロゴマーク（通称・でんでんむし）を制定。
- 1983年（昭和58年） - 子会社「ミライ商事」によりコイン洗車場事業参入（1986年に閉業）。
- 1984年（昭和59年） - 子会社「岡本企業」設立、初の多角化事業としてスイミングスクール「帯広スイミングスクール」開業。
- 1987年（昭和62年）
  - 車検事業を分社化し「グリーンオート」設立。
  - レジャー施設事業進出、「おびひろ巨大迷路幸福村」開業（1989年に閉業）。
- 1989年（平成元年）
  - 子会社「岡本企画」設立、TSUTAYAとフランチャイズ契約を結び書店事業一号店「TSUTAYAニュータウン店」開業。
  - 「北斗興産」（旧・ミライ商事）によりパチンコ店「パチンコ北斗」開業（1996年に閉業）。
- 1991年（平成3年）
  - 設立20周年、「オカモトグループ」の商号を制定。
  - アレフとフランチャイズ契約を結び、外食事業一号店「びっくりドンキー柏林台店」開業。外食部門子会社「パトス」設立。
  - スポーツクラブ事業一号店として帯広市に「フィットネスクラブBIO」開業。
  - 2代目ロゴマーク（通称・エコーリンク）を制定、地域社会と繋がりそこからの声を吸収しつつ飛躍し、広がりを目指す姿勢を表した。
  - 木野村石油を買収、「有限会社ドリームオイル」に改称。
- 1993年（平成5年）
  - 音更町に本社移転。
  - 居酒屋「甚八」開業。
- 1994年（平成6年） - ドリームオイルを「岡本石油商事株式会社」に改称し株式会社に改組。
- 1995年（平成7年）
  - 帯広市「オビネン」を買収。
  - パトスの外食事業を北斗興産に分割、北斗興産を「オカモト商産」に改称。
- 1996年（平成8年） - 岡本石油が子会社「岡本企画」「岡本企業」を合併し、商号を株式会社オカモトに変更。
- 1997年（平成9年）
  - 大樹町「大樹ガス」を買収（2005年にオビネンに吸収）。
  - 幕別町「東興ブロック工業」に資本参加。
- 1998年（平成10年）
  - 漫画喫茶「コミック喫茶ヨムヨム」をびっくりドンキー柏林台店敷地内に開業（2005年に閉店）。
  - 岡本石油商事を「ビューワークス」に改称。
- 1999年（平成11年）
  - リサイクルショップ事業1号店「なんでもリサイクルビッグバン帯広柏林台店」開業。
  - 北海道初のセルフガソリンスタンド「啓北SS」開業。
- 2000年（平成12年）
  - 帯広市に本社移転、オビネンの所有していたビルを使用。
  - リサイクル事業を「じゅんかんシステム」（旧・ビューワークス）、車検事業を「スパナクラブ」（旧・グリーンオート）に移管。
- 2001年（平成13年）
  - 3代目ロゴマーク（通称・グローバル）制定、十勝から全道へ領域を広げる中で全国・世界へ目を向ける意思を表した。
  - 時間従量制スポーツクラブ「コンビニエンススポーツクラブFit札幌篠路」開業。
  - 東興ブロック工業を買収、「トーコーテック」に改称しコンクリート事業に本格参入。
- 2002年（平成14年） - 「パトス」を「ジョイフィット」に改称、スポーツクラブ事業のフランチャイズチェーン展開を開始。
- 2003年（平成15年）
  - オカモト商産を「Fキューブ」に改称（2006年にトーコーテックに吸収）。
  - オビネンが「スパナクラブ」を吸収合併。
- 2005年（平成17年）
  - 岩手県陸前高田市に本州一号店「オカモトセルフ陸前高田」開業。
  - 時間従量制アミューズメント施設「ファミリーアミューズメント・ヴァリオス札幌手稲」開業（2009年に閉業）。
- 2006年（平成18年） - 初の公民連携事業として音更町温水プールの指定管理を受託。
- 2007年（平成19年）
  - 東京都「医療法人社団成仁」よりデイサービス「パワーリハ」の経営に参画。
  - 「トーコーテック」によりイチゴ栽培事業に参入（2014年に閉業）。
  - 4代目本社ビルに移転。
- 2008年（平成20年）
  - 「株式会社アース」（現：株式会社オカモトホールディングス）を設立。
  - 子会社の株式会社じゅんかんシステム、株式会社オビネン、トーコーテック株式会社、株式会社ジョイフィットを吸収合併。
  - 士幌町「士幌石炭販売」を買収。
- 2009年（平成21年） - 青森県の「柿本石油」のガソリンスタンド事業を取得。
- 2010年（平成22年）
  - 「パワーリハ」を買収。
  - 子会社「アイテクニカル」設立。
- 2011年（平成23年） - 香川県の「ヤマウチ」と系列の「ヤマウチサポート」「フロムワン」を買収。
- 2012年（平成24年）
  - ヤマウチ系列の2社をヤマウチ本社に吸収合併。
  - ヤマウチ子会社「エナジーマーケティング」設立（2019年にヤマウチに吸収合併）。
- 2013年（平成25年）
  - 外食事業をびっくりドンキーのみに一本化、居酒屋事業撤退。
  - 太陽光発電事業参入。
  - 「パワーリハ」を「ウェルネスフロンティア」に改称、オカモトよりフィットネス事業を移管しアイテクニカルを吸収合併。
  - 福島県の「スタンドサービス」のガソリンスタンド事業を取得。
- 2014年（平成26年） - 子会社「健康前沿（控股）有限公司」設立、「ジョイフィット」中国進出。
- 2015年（平成27年） - バジェット型スポーツクラブ「FIT365」一号店を旭川市に開業。
- 2016年（平成28年）
  - ウェルネスフロンティアが「ケイプライム」を買収。
  - 電力販売事業「オカモトのでんき（オカでん）」開始。
- 2017年（平成29年）
  - 石川県の「カナショク」を買収。
  - ウェルネスフロンティアが「ヒロ・コーポレーション」を買収、北海道「ノースブレイン」のヘッドスパ事業と東京都「ホウレンソウ」の介護事業を取得。
  - カナショクが福井県「ライズ」のガソリンスタンド事業を買収。
- 2018年（平成30年）
  - 24時間営業を全廃。
  - ウェルネスフロンティアが「テコセンター」を買収。
- 2019年（平成31年 / 令和元年）
  - 鳥取県の「東部石油販売」を買収。
  - ティエヌとフランチャイズ契約を締結、ネイルサロン事業に参入。
- 2020年（令和2年）
  - 東京都の「田口石油」を買収。
- 2021年（令和3年）
  - 道の駅おとふけの指定管理を受託。
  - 設立50年を記念し4代目ロゴマーク制定、社名の頭文字の「オ」に感嘆符を並べた「オ!」の形で感動や驚きを表現し顧客の心を揺さぶる瞬間を今まで以上に届ける思いを込めた[1]。
- 2022年（令和4年）
  - ヤマウチが香川県の「瀬戸内スイミングスクール」を買収。
  - ヤマウチが香川県の「たんぽぽのわたげ」を買収、介護事業に再参入。
  - 宮城県の「成文」を買収。
- 2023年（令和5年）
  - 2月1日付けで、ヤマウチがウェルネスフロンティアを吸収合併[2]。
  - ヤマウチがマルサンカーシステムの板金事業を取得、「ラチェットモンキー鈑金三木店」に改称。
  - 音更町の「北勝館」を買収。
  - 磐梯町ふれあいセンター、南幌町子ども屋内遊戯施設はれっぱ、芽室町温水プールの指定管理を受託。
  - 大阪府の「メディカルシード」を買収。
  - 北見市の「北装」を買収。
- 2024年（令和6年）
  - 神奈川県の「108&Co.」よりEC販売事業部門「108.Tokyo」を買収。
  - ヤマウチが大阪府の「白晃石油」「白晃トレーディング」を買収。
  - 東京都の「八大起業」を買収。
  - 子会社「カナショク」「田口石油」「成文」を親会社オカモトに吸収合併、「東部石油販売」をヤマウチに吸収合併。
- 2025年（令和7年）1月 - 音更町に本社移転[3]。

## グループ企業

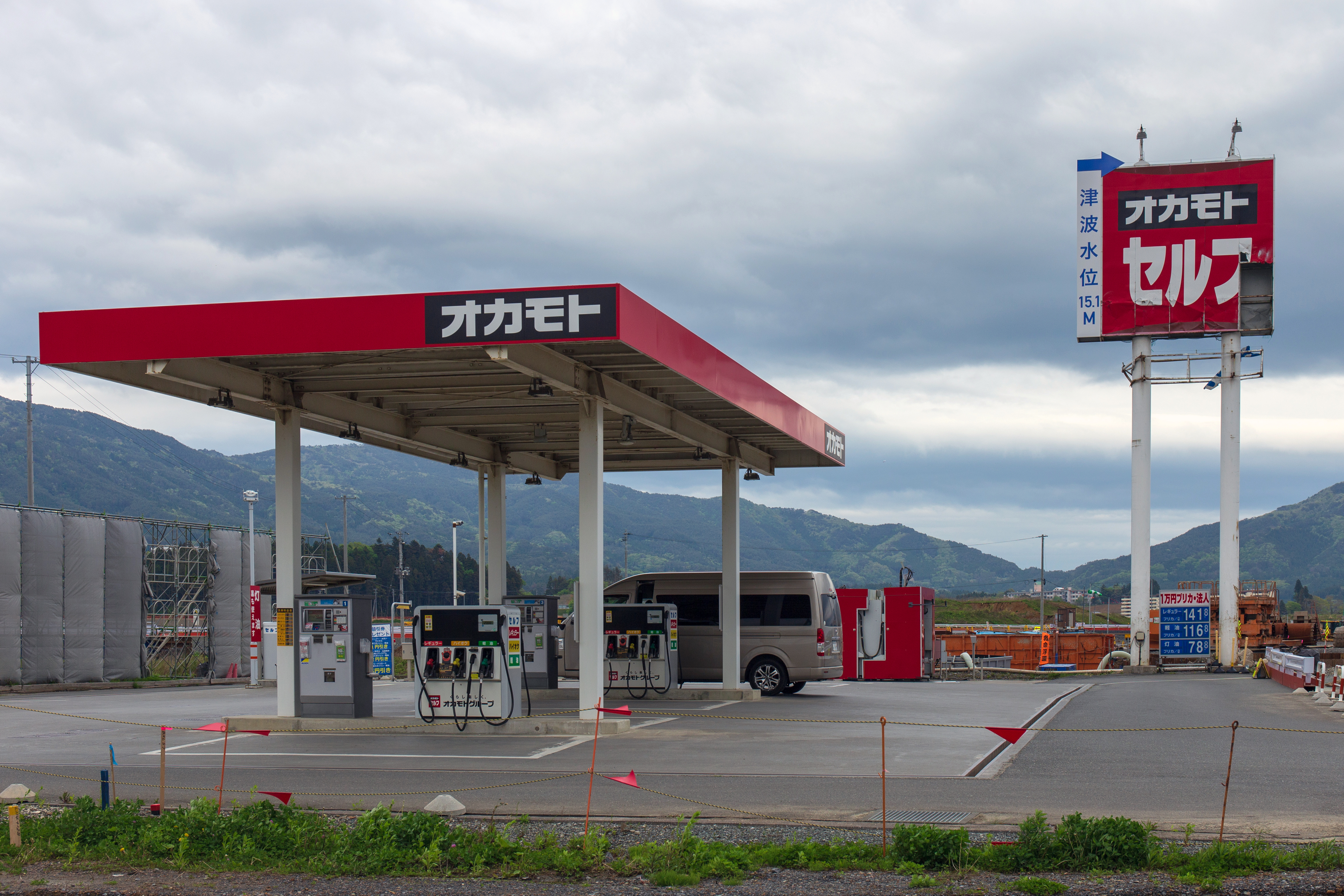
オカモトセルフ陸前高田（岩手県陸前高田市）

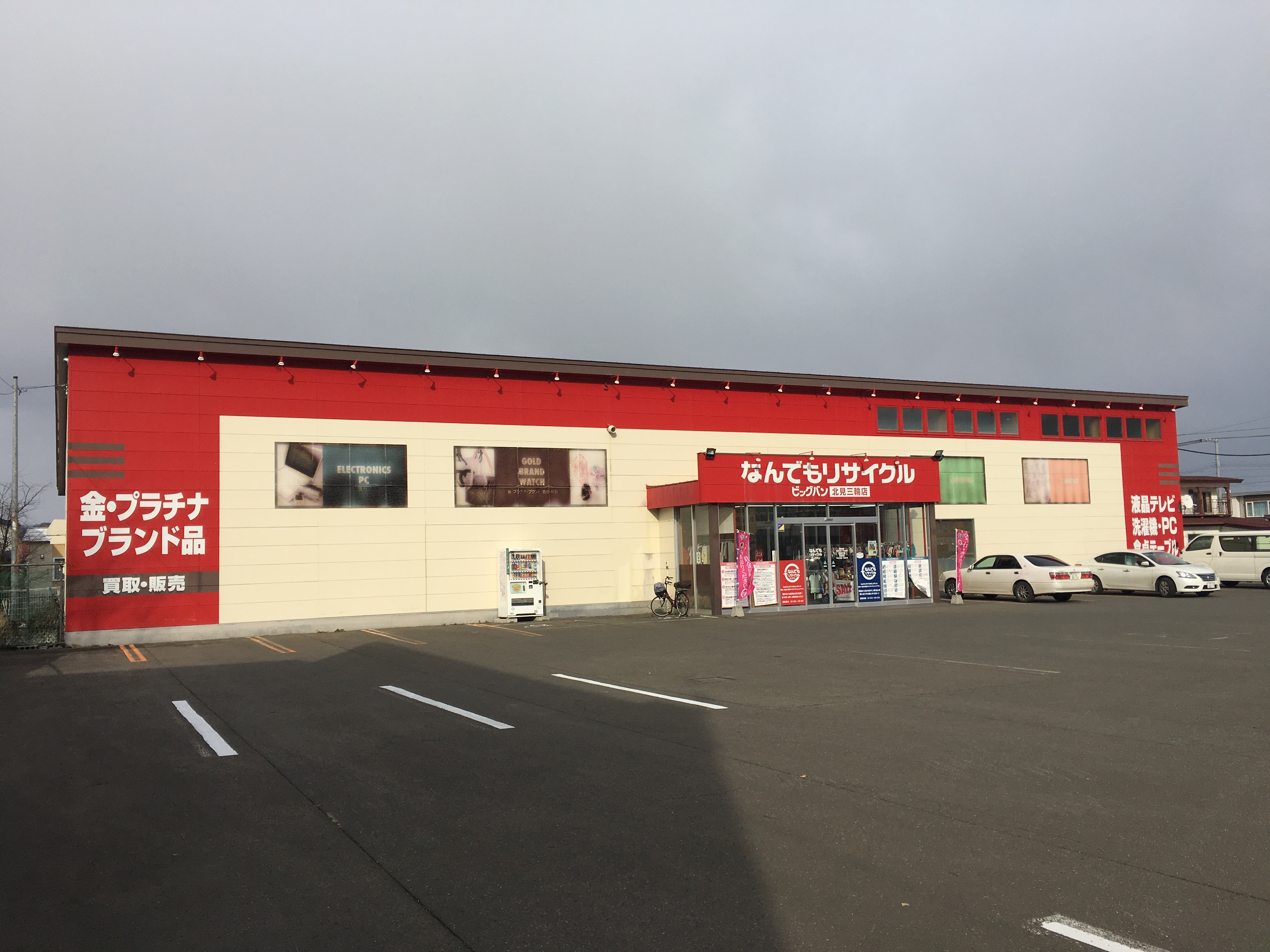
なんでもリサイクルビッグバン北見三輪店（北見市）

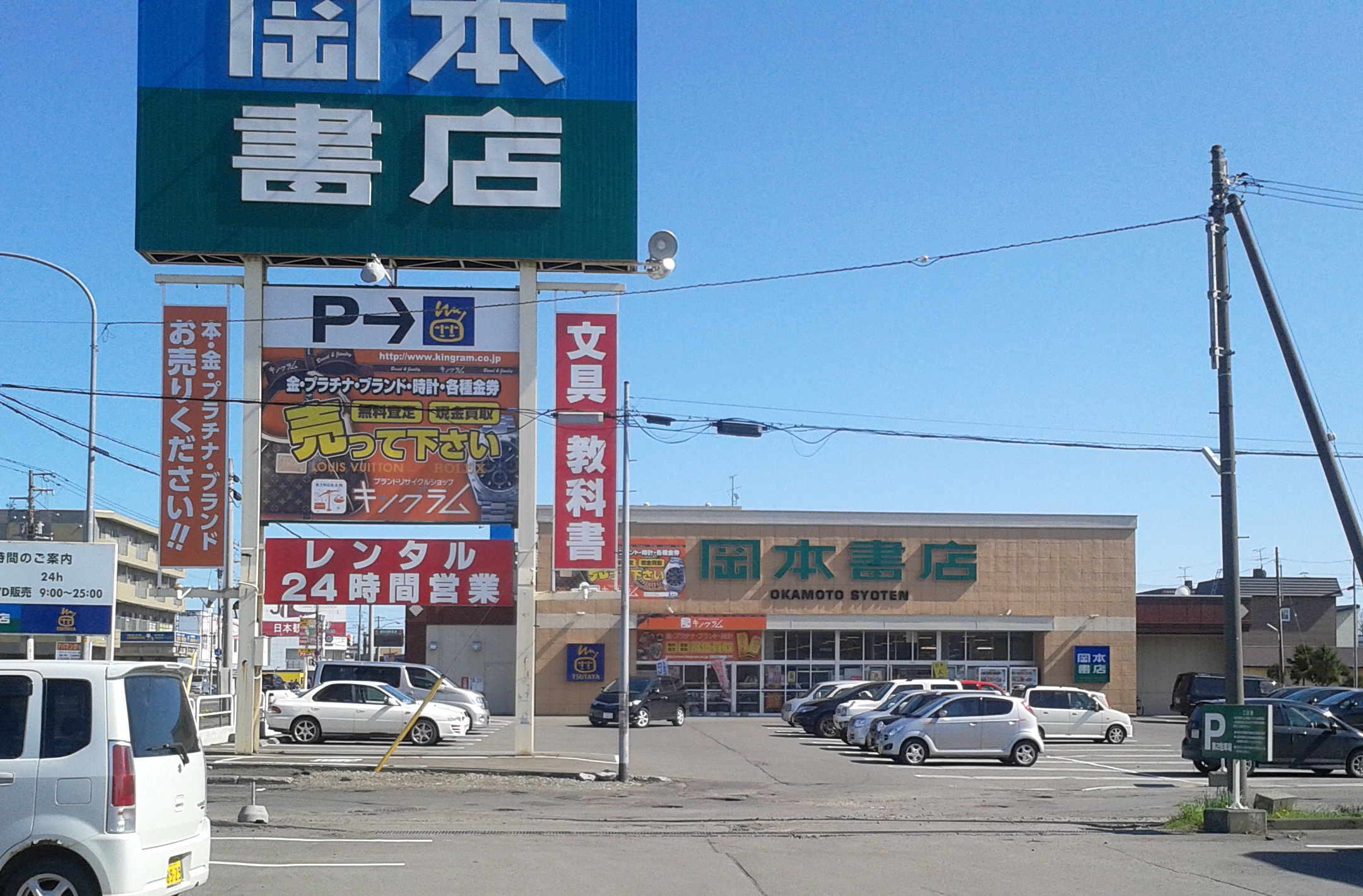
岡本書店恵庭店（恵庭市）

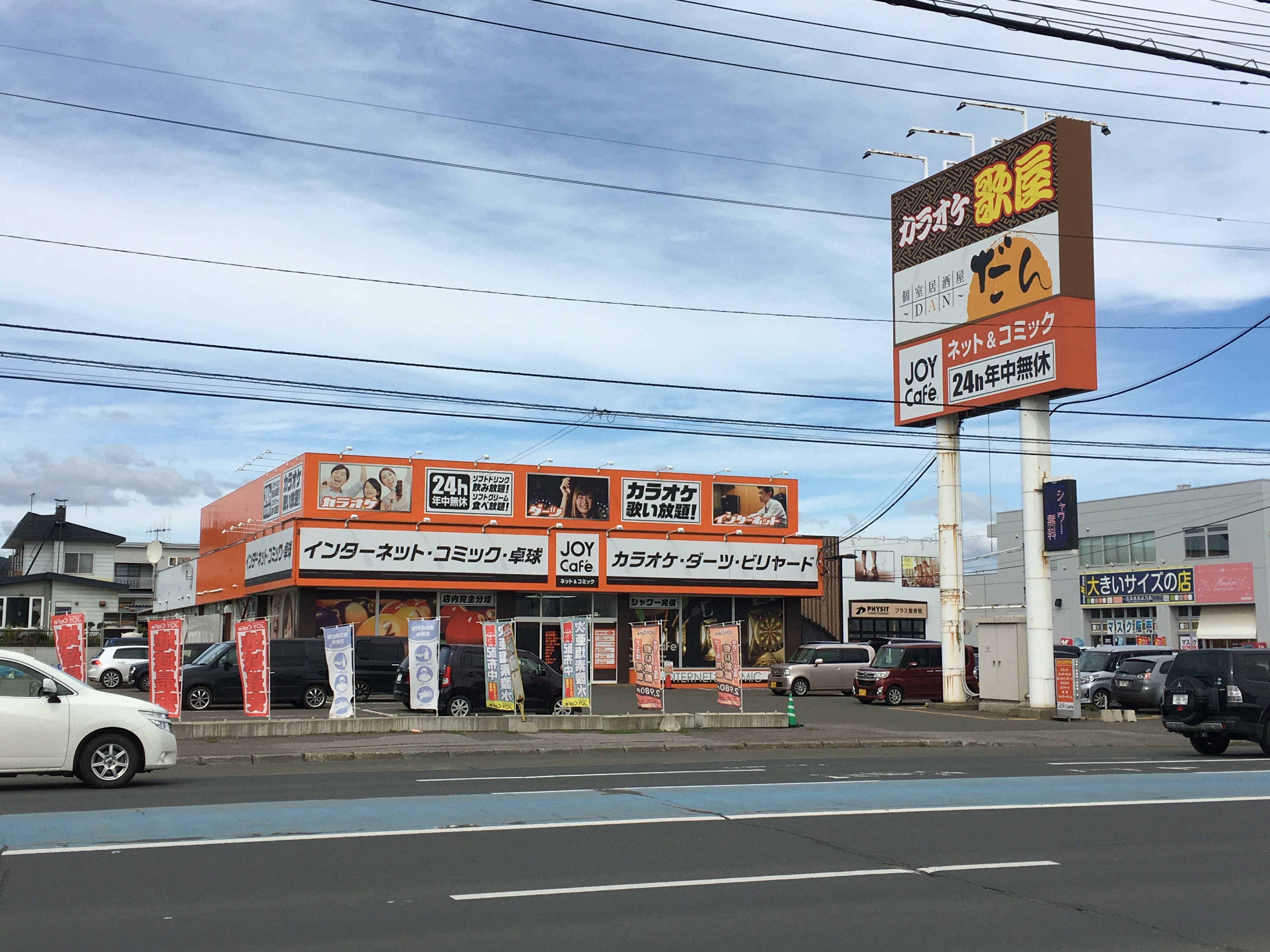
ジョイカフェ北見西富店（北見市）

グループ共通のポイントカード「オカモトポイントカード」を発行しており、北海道十勝管内のグループ店舗（一部除く）のみで使用できる。

### 株式会社オカモト（北海道帯広市）
オカモトセルフを中心としたオカモトグループの中枢企業。北海道での展開を中心に、東北地方や関東地方でも店舗展開を進めている。2016年には東京都池袋にネットルーム「NETMARU池袋西口店」をオープンさせた。

#### エナジー・マーケティング・カンパニー
- オカモトセルフ - セルフ式ガソリンスタンド。セルフ式ガソリンスタンドの北海道第一号店でもある。
- JOYWASH PARK - 帯広市・音更町に展開するコイン洗車場。
- コインランドリーJOYWASH - 帯広市・北広島市に展開するコインランドリー。
- オカでん - 電気小売自由化により2016年に発足。北海道の家庭へ電力供給を行う。
- オカエネの相談室 - 北海道に営業所を展開し、プロパンガスの供給や灯油配送などを行う。

#### カーライフ・マーケティング・カンパニー
- ピットオフ - 車検をはじめ、タイヤやホイールの買取・販売を行う。北海道・山形県へ展開。

#### パブリック・ビジネス・カンパニー
- 北海道・高知県で施設管理や業務委託、人材派遣を行う。

#### リユース・マーケティング・カンパニー
- なんでもリサイクルビッグバン - 北海道に展開するリサイクルショップ。
- キングラム（フランチャイズ加盟） - 一部の“なんでもリサイクルビッグバン”店舗に併設している。
- 古着屋王国 - 北海道帯広市に展開する中古衣料専門店。
- ゴルフランド - 北海道帯広市に展開するゴルフ・スポーツ用品専門店。

#### メディア・マーケティング・カンパニー
- 岡書 - 北海道帯広市にある、Book&Live.Caféをコンセプトにした大型書店。雑貨の販売も行っており、TSUTAYAとドトールもフランチャイズで併設している。
- 岡本書店 - 北海道恵庭市にある書店。TSUTAYAも併設している。
- TSUTAYA（フランチャイズ加盟） - 北海道に展開。

#### スペース&フーズ・マーケティング・カンパニー
- ジョイカフェ - 北海道に展開する、卓球やダーツ、カラオケも揃えた複合型ネットカフェ。2022年に最後に残った帯広柏林台店と旭川豊岡店を閉店して撤退。
- ネトマル - 東京都・大阪府に展開する、完全個室で、女性専用ルームをはじめ、シャワールーム、ランドリースペースも完備したネットルーム。2021年3月1日に両店閉店して撤退。
- キャビンインホテル - 兵庫県と京都府に展開するキャビン型ホテル。
- びっくりドンキー（フランチャイズ加盟）- 北海道・香川県・愛媛県・高知県にフランチャイズ出店。

#### TOPS・グリーンパワー・カンパニー
- 太陽光発電所 - 北海道十勝地方、白糠町に3か所の発電所を構える。

### 株式会社ヤマウチ（香川県高松市）
四国地方を中心に展開していたものの、2011年に大型M&Aにてオカモトグループ入りし、以降近畿地方や九州地方へと出店領域を広げる。2023年2月1日付けでヤマウチを存続会社としてウェルネスフロンティアと合併。

#### ヤマウチ・オートモーティブマーケティング・カンパニー
- ヤマウチセルフ - 四国、中国、九州地方に展開するセルフ式ガソリンスタンド。
- ラチェットモンキー - 香川県高松市に展開する車検を中心としたカーメンテナンス店。

##### ジョイフィット・ヘルステック・カンパニー
- ジョイフィット (JOYFIT) - 日本全国に展開するスポーツクラブ（ジム）のフランチャイズ本部。24時間型を中心に、直営店・加盟店含めて200店舗を達成。2015年には中国へも進出を果した。
- FIT365 - 日本全国に展開するフィットネスジム。

##### ジョイリハ・カンパニー
- ジョイリハ - 日本全国に展開する介護予防に特化したリハビリ施設。2016年にはデイサービス「はつらつ館」もM&Aで取得。

#### ジョイフィット・ヘルステック・カンパニー・ウエスト
- ジョイフィット (JOYFIT)

#### ウェルネスフロンティア・ニュービジネス・カンパニー
- FIT365

#### スペース&フーズ・マーケティング・カンパニー
- ネトマル
- びっくりドンキー（フランチャイズ加盟）

### 健康前沿（控股）有限公司
2015年に中国・上海市で発足。中国への「JOYFIT」出店を行う。
- ジョイフィット (JOYFIT)

### その他のグループ企業
- 株式会社北勝館
- 株式会社北装
- 八大起業株式会社
- 日米石油株式会社
- 株式会社たんぽぽのわたげ
- 株式会社メディカルシード
- 白晃石油株式会社
- 株式会社白晃トレーディング

### かつてのグループ企業

#### カナショク株式会社（石川県金沢市）
石川県と富山県でガソリンスタンドを16店舗展開していたが、2017年にオカモトグループ入り。さらに同年末には福井県のライズ5店舗を買収した。2024年にオカモトに吸収合併。

#### 田口石油株式会社（東京都あきる野市）
あきる野市内でガソリンスタンドを2店舗経営していた。2020年にオカモトグループ入りし、2024年にオカモトに吸収合併。

#### 株式会社成文（宮城県涌谷町）
宮城県内でガソリンスタンドとオートガススタンドを計4店舗経営していた。2022年にオカモトの100%子会社となり、2024年にオカモトに吸収合併。

#### 東部石油販売株式会社（鳥取県鳥取市）
鳥取市内でガソリンスタンドを4店舗経営していた。2020年にヤマウチの100%子会社となり、2024年にヤマウチに吸収合併。

#### 株式会社ウェルネスフロンティア（東京都墨田区）
ジョイフィットやFIT365などのフランチャイズ運営を行っていた。2013年に株式会社パワーリハから商号を変更。経営理念は「日本を健康に。For Your Smile Life」。2023年にヤマウチを存続会社として合併。